# IZh-59
A IZh-59 «Sputnik» (em russo:  ИЖ-59 «Спутник») é uma espingarda de cano duplo soviética.

## História
Em meados da década de 1950, na União Soviética, iniciou-se o projeto do primeiro modelo de espingarda de cano duplo sobreposto. Em 1959, o desenvolvimento do modelo foi concluído e, a partir de 1960, a Fábrica Mecânica de Ijevsk iniciou sua produção em série.
A partir de janeiro de 1961, o preço de uma IZh-59 padrão era de 120 rublos.
No início da década de 1960, iniciou-se o trabalho de criação de um novo modelo baseado no projeto da IZh-59. Em 1962, foram fabricadas as primeiras espingardas IZh-12 e, a partir de 1963, iniciou-se sua produção em série. Em 1964, a produção da IZh-59 foi descontinuada.
No total, foram fabricadas 21.218 espingardas.

## Projeto
A IZh-59 "Sputnik" foi o primeiro modelo de espingarda soviética de canos sobrepostos.
É uma espingarda sem cão, com estranguladores na extremidade do cano.
Possui coronha e guarda-mão de nogueira ou faia. Algumas espingardas eram equipadas com almofada de borracha para recuo na coronha.

## Variantes
As espingardas foram produzidas em oito versões, que apresentavam pequenas diferenças entre si.
- IZh-59-2 «Sputnik-2» (ИЖ-59-2 «Спутник-2») – era equipada com um segundo par de canos destacáveis de 650 mm.[6]
- IZh-59-3 «Sputnik-3» (ИЖ-59-3 «Спутник-3») – era a versão da espingarda de caça padrão IZh-59 com pequenas diferenças no mecanismo de gatilho.[6]
- IZh-59-4 «Sputnik-4» (ИЖ-59-4 «Спутник-4») – era a versão esportiva para tiro ao prato, também equipada com um segundo par de canos.[6]
- IZh-59-5 «Sputnik-5» (ИЖ-59-5 «Спутник-5») – era a versão da espingarda de caça padrão IZh-59 com extrator.[6]

## Operadores
- União Soviética[1]
- Estados Unidos – a importação foi permitida.[7]